# Skandinavisme
Skandinavisme var en politisk bevægelse fra midten af det 19. århundrede. Skandinavisme støttede idéen om en forenet region eller direkte et rigsfællesskab mellem de skandinaviske lande, Danmark, Norge og Sverige. Det baserede sig på den fælles sproglig, politiske og kulturelle arv.
Bevægelsen blev startet af danske og svenske studenter i 1840'erne. I starten blev bevægelsen støttet af aviser som Fædrelandet og Aftonbladet, der så det som en vej til at skabe en balance i forhold til de konservative kræfter. Specielt i Treårskrigen mellem Danmark og Preussen i 1848, hvor Sverige-Norge tilbød støtte i form af en ekspeditionsstyrke, der dog aldrig kom i kamp.
Bevægelsen led et hårdt nederlag, som den aldrig helt overvandt, da den 2. Slesvigske Krig brød ud, og Sverige-Norge trods en række positive tilkendegivelser om at sende tropper, afstod fra at deltage i krigen på dansk side. Karl 15. forsøgte at presse sin regering til at støtte Danmark militært, men denne ville ikke risikere en konfrontation med Preussen, der fremstod som den kommende tyske magtfaktor i Europa. Skandinavisterne led et yderligere nederlag, da Norge i 1905 brød ud af personalunionen med Sverige, hvilket mindskede chancerne for et rigsfællesskab mellem de skandinaviske lande.
Den moderne skandinavisme kan ses i form af et tæt samarbejde, såsom Nordisk Råd, Foreningen Norden, SAS, Royal League og nordiske videnskabelige selskaber.

## Baggrund
De første tegn på en skandinavisme opstod allerede i 1700-tallet i akademiske og litterære kredse i Danmark. Danskere/nordmænd og svenskere havde ellers århundreder ført mange krige mod hverandre, men skandinavisterne mente, at man hellere burde se på hinanden som brødre.
Under den svenske konge Gustav 3.'s besøg i København i 1787 blev han hilst velkommen med en artikel i tidsskriftet Minerva, hvori det blev beskrevet, med hvilken glæde enhver skandinav kunne iagttage de tre nordiske folk vandre hånd i hånd. I 1792 holdt den danske professor Frederik Sneedorff et foredrag i Det Nordiske Selskab i London om betydningen af «de tre nordiske rigers forening». I 1796 blev Det skandinaviske Litteraturselskab dannet i København, der i en årrække udgav tidsskriftet Skandinavisk Museum; hensigten var at udbygge de litterære bånd mellem de tre folk, men efter ganske kort tid ophørte de svenske bidrag.
De skandinaviske regeringers politik vekslede på dette tidspunkt mellem forbundsplaner og krigshandlinger. Danmark angreb under Napoleonskrigene Sverige i 1808, og den svenske kong Gustav 4. Adolf havde planer om at besætte Norge og Sjælland. Under disse betingelser var det ikke underligt, at Norges løsrivelse fra unionen med Danmark og tvungne forening med Sverige virkede i anti-skandinavisk retning. Sideløbende med disse konflikter i begyndelsen af 1800-tallet blev der imidlertid knyttet tættere kulturelle bånd, bl.a. fordi professorer og studenter fra Københavns og Lunds universiteter begyndte at samarbejde. Dette blev lettere at udføre i praksis, da der i 1828 blev etableret en fast ruteforbindelse med dampbåd mellem Malmø og København. I vinteren 1838-39 frøs Øresund til, og et stort antal svenske studenter gik over isen til København, hvor skåltaler blev udbragt for den «nordiske treenighed». Samme år blev det første skandinaviske naturforskermøde afholdt i Gøteborg.

## Udvikling
Skandinavismen var som bevægelse centreret om litterære og videnskabelige forbindelser indtil 1830’erne, hvor den blev kædet sammen med kampen for frie forfatninger i de tre nordiske lande. På grund af nordmændenes ambivalente holdning til en union med Danmark var det dog fortrinsvis et dansk-svensk projekt. ». Regeringerne i Stockholm og København, og ikke mindst den svensk-norske kong Karl 14. Johan, var udtrykkelige modstandere af den politiske skandinavisme. Den svenske udenrigsminister Gustaf af Wetterstedt udsendte i 1837 et cirkulære til de svenske ambassader, hvor han advarede mod forsøg på at forstyrre den eksisterende orden i de tre skandinaviske lande. At skandinavismen tog en politisk drejning, var i høj grad begrundet i danske forhold. Mod slutningen af 1830-tallet begyndte den nationalliberale opposition mod enevælden at tage form. Under ledelse af Orla Lehmann og Carl Ploug fremsatte oppositionen sine synspunkter i avisen Fædrelandet. Et skandinavisk forbund skulle både sikre Danmark en fri forfatning og bruges som middel til at løse det slesvigske spørgsmål ved at knytte Slesvig tættere til Danmark. Lehmann blev i 1841 på baggrund af en tale, han havde holdt på Falster idømt 3 måneders fængsel ved Højesteret, der fandt, at han havde skabt had og misnøje mod forfatningen.
Ploug holdt i 1843 en tale for en stor forsamling svenske studenter, hvor han understregede, at den tyske trussel mod Danmark fra syd og den russiske trussel mod Sverige-Norge fra øst kun kunne afværges gennem etableringen af en ny kalmarunion. Den svenske regering var stadigvæk negativt indstillet. I 1844 holdt Lehmann en brandtale på det årlige møde ved Skamlingsbanken, men samme år blev et planlagt studentermøde i København aflyst efter henstilling fra den svenske konge Oscar I. Året efter blev der imidlertid holdt et nyt studentermøde i København, hvor også norske studenter deltog og entusiasmen steg til nye højder. Orla Lehman holdt en flammende tale hvor han lovede at «sætte i pant sin ære og sjælefred» for den store sag. Talen førte til en politimæssig efterforskning, men Lehmann blev frikendt for anklagen om at have opfordret til afskaffelse af enevælden som styreform.
I offentligheden fremstod Lehmann som Ejderpolitikkens ivrigste fortaler. Egentlig foretrak Lehmann en deling af Slesvig, således at de nordlige sogne tilfaldt Danmark og de sydlige tilfaldt Holsten. Da denne politik sprængte martsministeriet i efteråret 1848, blev den midlertidig opgivet;  men ved flere senere lejligheder blev spørgsmålet om Slesvigs deling taget op i ledende politiske kredse, især blandt skandinavister. En af planerne gik ud på, at prins Oscar (den senere Oscar 1. af Sverige) skulle regere et forenet Skandinavien med sydgrænse ved eller nær Dannevirke.  
Med underskriften på London-protokollen i 1852 var både arvefølgen til den danske trone og den forfatningsmæssige ordning af helstaten fastlagt. En skandinavisk union syntes ikke længere mulig. Der var dog mange sonderinger, bl.a. mellem Frederik 7. og Karl 15. om en aftale, der kunne sikre et skandinavisk forbund. Centralt placerede danske politikere som fx C. C. Hall, Orla Lehmann og Ditlev Gothard Monrad blev efterhånden, trods forskellige udgangspunkter, enige om, at en skandinavisk union var den eneste mulige vej til at gennemføre Ejderpolitikken. Den 11. januar 1863 henvendte Monrad sig således til den svenske diplomat Henning Hamilton med en plan for en skandinavisk forbundsstat med fælles parlament i Stockholm og fælles konge. De to regenter, Karl 15. og Frederik 7. blev den 22. juli 1863 enige om at skabe en union med den svenske konge som overhoved, når Frederik døde. Med denne politik ville kongerne sikre et Skandinavien til Ejderen.  Den danske tronfølger, prins Christian skulle som kompensation tildeles Holsten som sit kongedømme.  Hall så denne løsning som den bedste mulighed for at undgå en krig og i tillid til denne løsning på forfatningsspørgsmålet blev novemberforfatningen udfærdiget. Den svenske regering nøjedes imidlertid med en principiel støtte til de danske krav om Ejdergrænsen, men var splittet i spørgsmålet om en union. En bindende aftale blev derfor ikke indgået, og da svenskerne trak sagen i langdrag, sendte Hall en følelsesladet appel, som blev besvaret positivt, men uden konkrete løfter. Efter Frederiks død i november 1863 foreslog Napoleon 3. en skandinavisk union, der omfattede en deling af Slesvig, men den svenske regering dækkede sig nu ind under de internationale bestræbelser på at finde en løsning på den dansk-tyske konflikt. Efter 2. slesvigske krigs udbrud reagerede opinionen i Sverige og Norge med krav om støtte til broderfolket. Karl 15. lovede at stille med en hær på 20.000 soldater og sendte gesandter til London, Paris og St. Petersborg for at skabe opbakning til en europæisk aktion mod Østrig - Preussen. Da ingen af de neutrale lande ville afgive bindende tilsagn om støtte til Danmark, blev han af sit ministerium tvunget til at udsætte beslutningen om at gå ind i krigen. Henning Hamilton, der havde lovet den danske regering Sveriges støtte, søgte straks sin afsked, da han følte sin ære krænket. Efter det danske nederlag - med afståelsen af hertugdømmerne til følge - var der i Danmark en del bitterhed rettet mod Sverige, som havde svigtet danskerne og samtidig begravet muligheden for et skandinavisk forbund. Det skandinaviske projekt var dog næppe en realistisk mulighed, når både Rusland og den britiske regering var stærke modstandere af at skabe, hvad de opfattede som et styrket Sverige.
Opløsningen af unionen mellem Sverige og Norge i 1905 markerede en foreløbig afslutning på den politiske skandinavisme. Den kulturelle skandinavisme levede imidlertid videre, dels i litteraturen, men også i gymnastikken, hvor svensk gymnastik fortrængte den tyske. Dette skal blandt andet ses på baggrund af den afstandtagen fra tyskhed, som nederlaget i 1864 medførte i Danmark, men også på baggrund af svensk sympati med den danske småstat. 

## Planerne om et nordisk forsvarssamarbejde efter 2. verdenskrig
Den truende militære spænding mellem USA og Sovjetunionen efter 2. verdenskrig lagde pres på især Danmark og Norge med hensyn til at indgå i en militær alliance. I foråret 1948 blev den storpolitiske konflikt meget nærværende. Statsminister Hans Hedtoft mente, at Danmark skulle vælge Norden i stedet for øst eller vest, men i løbet af foråret 1948 blev fronterne trukket kraftigt op. Storbritannien, Frankrig, Belgien og Holland underskrev Bruxelles-traktaten om et militært samarbejde. Kuppet i Tjekkoslovakiet blev ledsaget af forlydender om, at tilsvarende var planlagt i Danmark og Norge. USAs præsident stillede krav til de europæiske lande om, at de skulle yde modstand, hvis de ville have hjælp under en invasion. De to andre skandinaviske lande var også under indflydelse af den storpolitiske situation, og den svenske regering besluttede i april 1948 at indlede forhandlinger, om et nordisk forsvarssamarbejde. Det var dog en forudsætning for Sverige, at Norden skulle holde sig neutral i øst-vest-konflikten. Spændingen mellem øst og vest spidsede til i 1948, og vigtigheden af et forsvar voksede. De mange forskellige hjemmeværn, som blev etableret efter krigen, blev en del af det almindelige danske beredskab. I september 1948 mødtes de nordiske udenrigsministre i Stockholm, og her blev de enige om en udredning af forudsætningerne og mulighederne for en forpligtende aftale om regionalt forsvar. Denne aftale skulle bringes ind under FN-pagtens bestemmelser. Der satsedes helt på et nordisk samarbejde, og da både Norge og Danmark i begyndelsen af 1949 fik henvendelser fra USA om indlemmelse i det nordatlantiske forsvarssamarbejde, blev processen fremskyndet. De tre landes udenrigsministre afholdt i januar 1949 tre møder, i Karlstad, København og Oslo. Det skabte store problemer, at Sverige ønskede et neutralt, fritstående samarbejde, mens Norge ville have mulighed for en tilknytning til de vestlige stormagter. Da USA i februar 1949 gjorde det klart, at Vestmagterne ikke ville give militær hjælp til et selvstændigt nordisk samarbejde, måtte den danske statsminister erkende, at det ikke kunne realiseres. I stedet tog Danmark i 1951 initiativ til dannelsen af Nordisk Råd, hvis statutter blev tiltrådt af parlamenterne i Island, Norge, Sverige og Danmark i 1952 og Finland i 1956. Blandt de vigtigste samarbejdsprojekter i starten var det fælles nordiske arbejdsmarked og Den nordiske pasunion (1955).
Forskellige initiativer til at udvide det nordiske samarbejde til et fælles marked som alternativ til EF, der var etableret med Romtraktaten i 1958, medførte, at Danmark, Norge og Sverige tilsluttede sig det løsere organiserede frihandelsområde, EFTA, men da den franske regering under Charles de Gaulle nedlagde veto mod udvidelsen, tog den danske statsminister Hilmar Baunsgaard i 1968 initiativ til at undersøge mulighederne for et tættere nordisk samarbejde, som i yderste konsekvens kunne lede til et nordisk fællesmarked som alternativ til – og samtidig samarbejdspartner med - EF.   På et statsministermøde i København i april 1968 blev de nordiske statsministre enige om at søge det nordiske samarbejde udvidet på en lang række områder; institutionelle ordninger skulle i så fald skabes i det omfang., det ville vise sig påkrævet. I juni måned 1968 blev der derfor under Nordisk Råd nedsat en embedsmandskomité, som afgav sin endelige rapport den 17. juli 1969. Sverige havde oprindelig forbehold overfor forslagene, men da Oluf Palme tiltrådte som statsminister i efteråret 1969, indgik hans regering positivt i forhandlingerne. Palme så initiativet som en mulighed for at knytte Sverige nærmere til EF, hvis EFTA smuldrede, uden at bryde med den svenske neutralitetspolitik i militære anliggender.
Der blev arbejdet videre med embedsmændenes forslag, og i november 1970 forelå et egentligt traktatforslag, som skulle danne grundlag for Nordek. Imidlertid havde Frankrig efter De Gaulles afgang som præsident ændret standpunkt med hensyn til udvidelsen af EF, og især Danmark og Norge ønskede nu at holde muligheden for et tæt samarbejde med EF åben. På denne baggrund valgte Finland med henvisning til sovjetisk uvilje mod finsk medlemskab at forlade samarbejdet. Finland havde fået signaler fra Sovjetunionen, om at de var imod de nordiske planer. Danmark, Norge og Sverige forsøgte i stedet at skabe Skandek, men også dette forsøg mislykkedes. Herefter søgte Norge og Danmark optagelse i EF, men mens et flertal af de norske vælgere stemte nej, stemte et flertal af danskerne den 2. oktober 1972 ja til Danmarks optagelse i EF. Danmark blev derfor medlem af EF den 1. januar 1973.